# Julian Onderdonk
Pour les articles homonymes, voir Onderdonk.
Julian Onderdonk, né le 30 juillet 1882 à San Antonio dans l'état du Texas et décédé le 27 octobre 1922 dans la même ville, est un peintre impressionniste américain. Fils du peintre Robert Jenkins Onderdonk (en), il est notamment connu pour ses peintures de paysages de la région de la Texas et pour ses représentations du Bluebonnet, emblème végétal de l'état.

## Biographie
Julian Onderdonk naît à San Antonio dans l'état du Texas en 1882. Il a pour père le peintre Robert Jenkins Onderdonk (en) et pour mère Emily Gould Onderdonk. Il commence sa formation artistique auprès de son père et la poursuit auprès du peintre Verner Moore White (en). Il suit ensuite les cours de la West Texas Military Academy (en), où il obtient son diplôme. En 1901, grâce au soutien financier du banquier et ami de la famille G. Bedell Moore, il part pour la ville de New York. Il suit les cours d'été de la Shinnecock Hills Summer School of Art (en) donné par le peintre William Merritt Chase et termine sa formation à l'Art Students League of New York avec pour professeur les peintres Kenyon Cox, Robert Henri et Frank DuMond, tout en commençant sa carrière de peintre dans la Big Apple. Sur place, il peint des vues de la ville et des paysages de la région de l'État de New York. Il rencontre sa future femme, Gertude Shipman, durant son séjour new-yorkais et l'épouse en 1902. En 1903, il expose pour la première fois au sein de la Society of American Artists (en). L'année suivante, il fonde la Onderdonk School of Art dans le quartier de Staten Island, sans succès. En 1906, il se voit chargé de la sélection des œuvres d'art à exposer durant la State Fair of Texas, opportunité qui lui permet de voyager entre New York et sa région natale.
En 1909, il retourne à San Antonio, où son travail arrive à maturité. Il se spécialise dans la représentation des paysages du Texas et plus particulièrement dans la peinture de champs colorés où le Bluebonnet, emblème végétal (Territory Flowers (en)), est roi. Il peint également les vastes étendues de cactus et les forêts de chênes de la région, dans une palette de couleurs qui suivent les saisons, et s'intéresse aux ranchs, au travail de la terre et aux nombreuses missions, vestige du Texas espagnol. Il continue à travailler pour la State Fair of Texas, ce qui lui permet de maintenir un lien avec la vie artistique de New York. A San Antonio, il partage un studio avec son père et sa sœur. Au cours de sa carrière, il a également peint des portraits, dont le sien, celui de sa femme, de son père, de sa mère et de sa sœur.
Il meurt prématurément en 1922 dans sa ville natale.
Ces œuvres sont notamment visibles ou conservées au musée d'Art McNay, au Witte Museum (en) et au musée d'Art de San Antonio, au musée Amon Carter de Fort Worth, au musée d'Art d'El Paso, au musée des Beaux-Arts de Houston, au Meadows Museum et au musée d'Art de Dallas, au Panhandle–Plains Historical Museum (en) de Canyon, au Stark Museum of Art (en) d'Orange, à la Forbes Galleries de New York, au Morris Museum of Art (en) d'Augusta, à l'Ogden Museum of Southern Art de La Nouvelle-Orléans et au Musée d'Art Blanton d'Austin.

## Œuvres

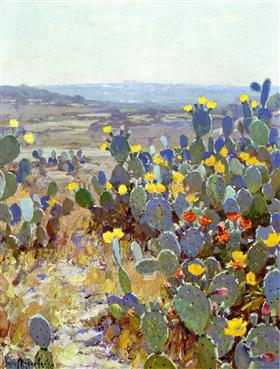
Landscape with Cactus, sans date
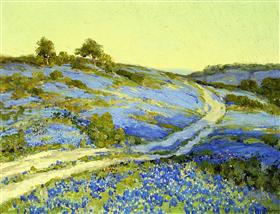
Bluebonnets Late Afternoon, sans date
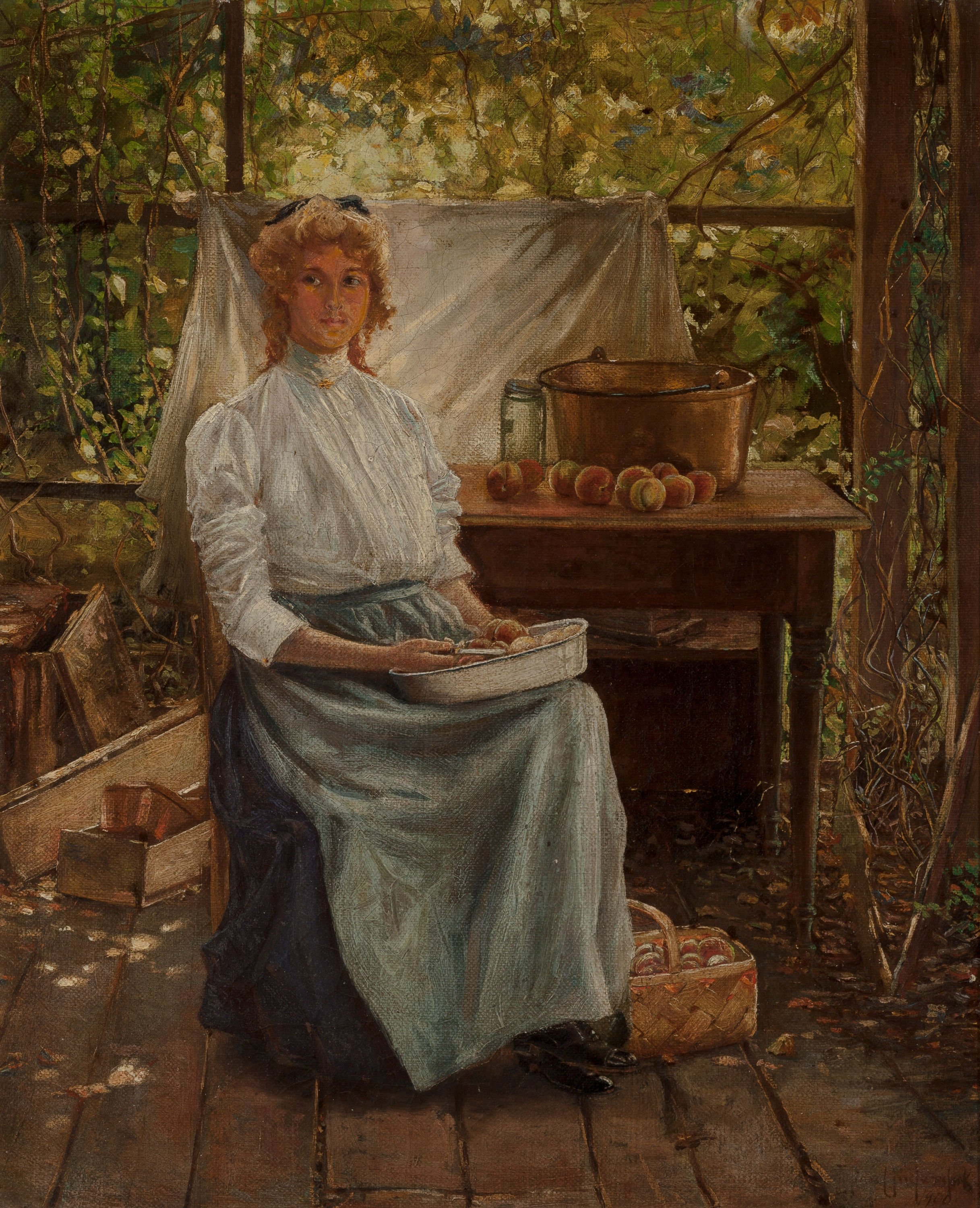
Portrait of Eleanor Onderdonk, 1900
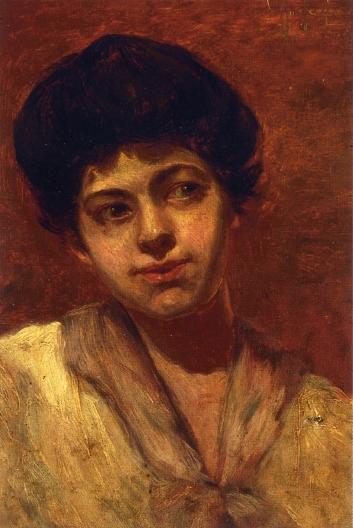
Portrait of Gertrude, vers 1902
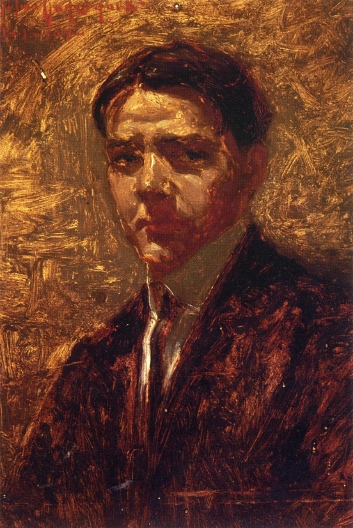
Self Portrait, vers 1902
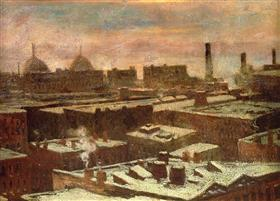
View of City Rooftops in Winter, New York, 1902, Forbes Galleries
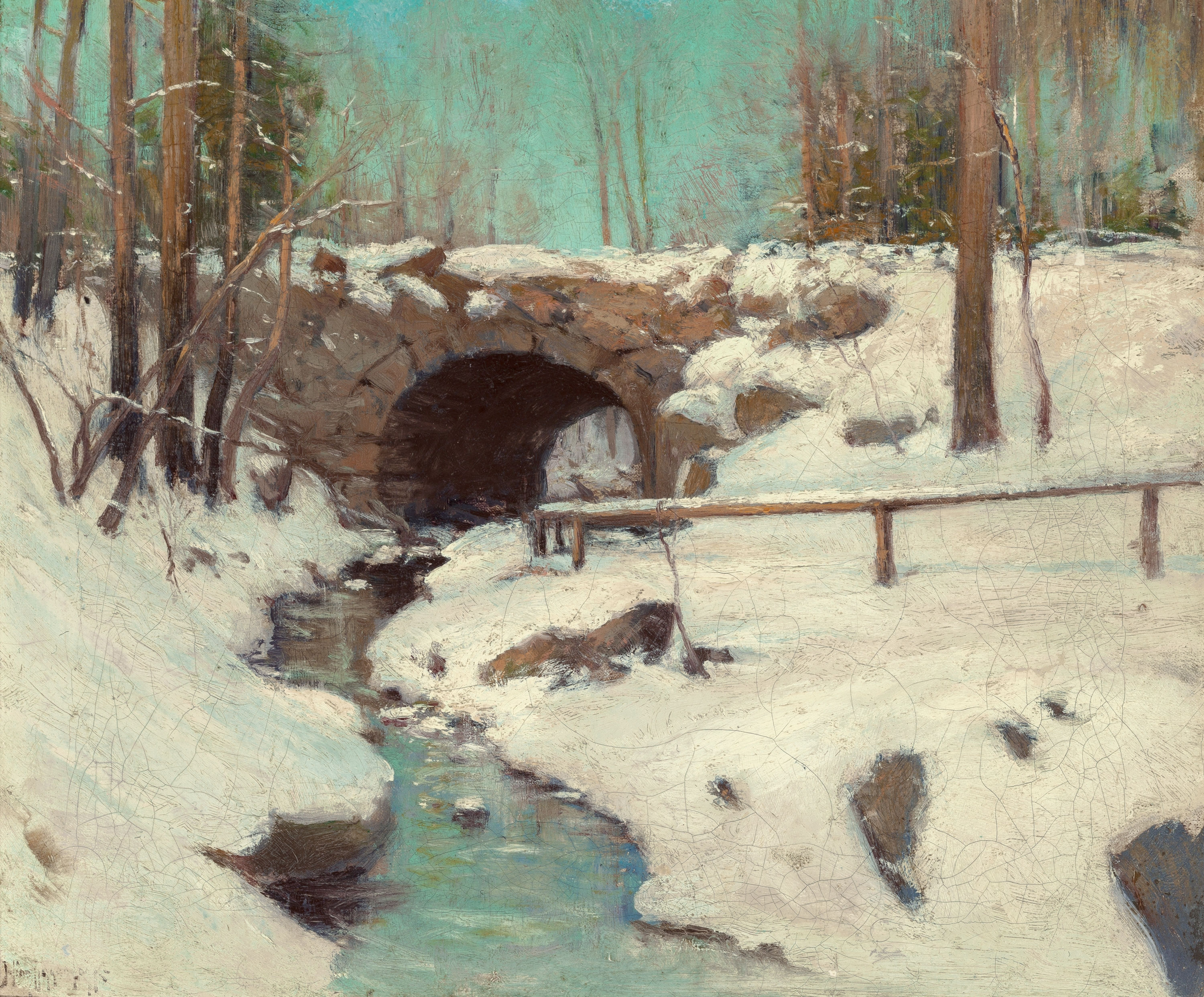
Stone Bridge in Winter, Central Park, entre 1901 et 1909
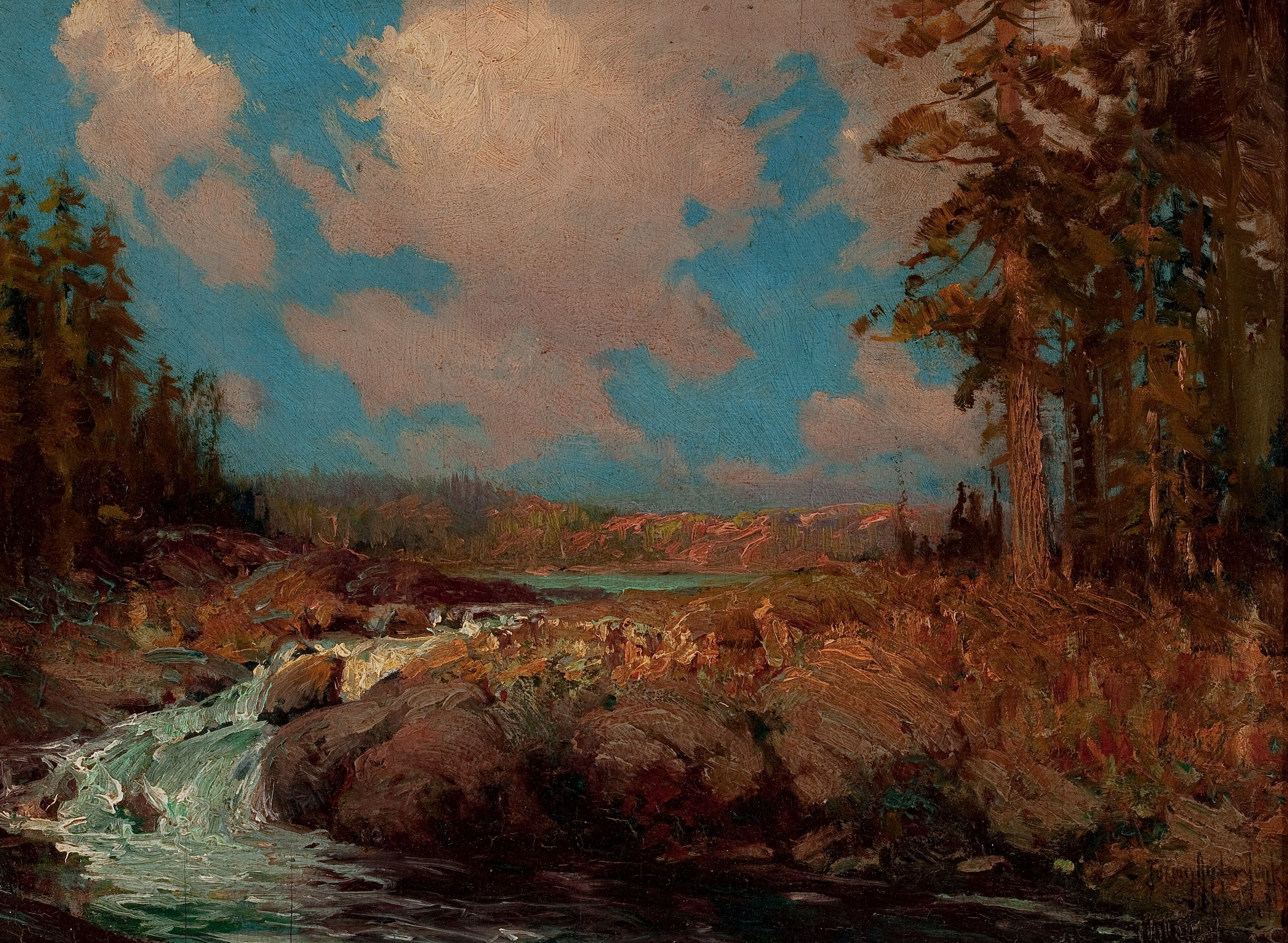
New York Landscape, 1908
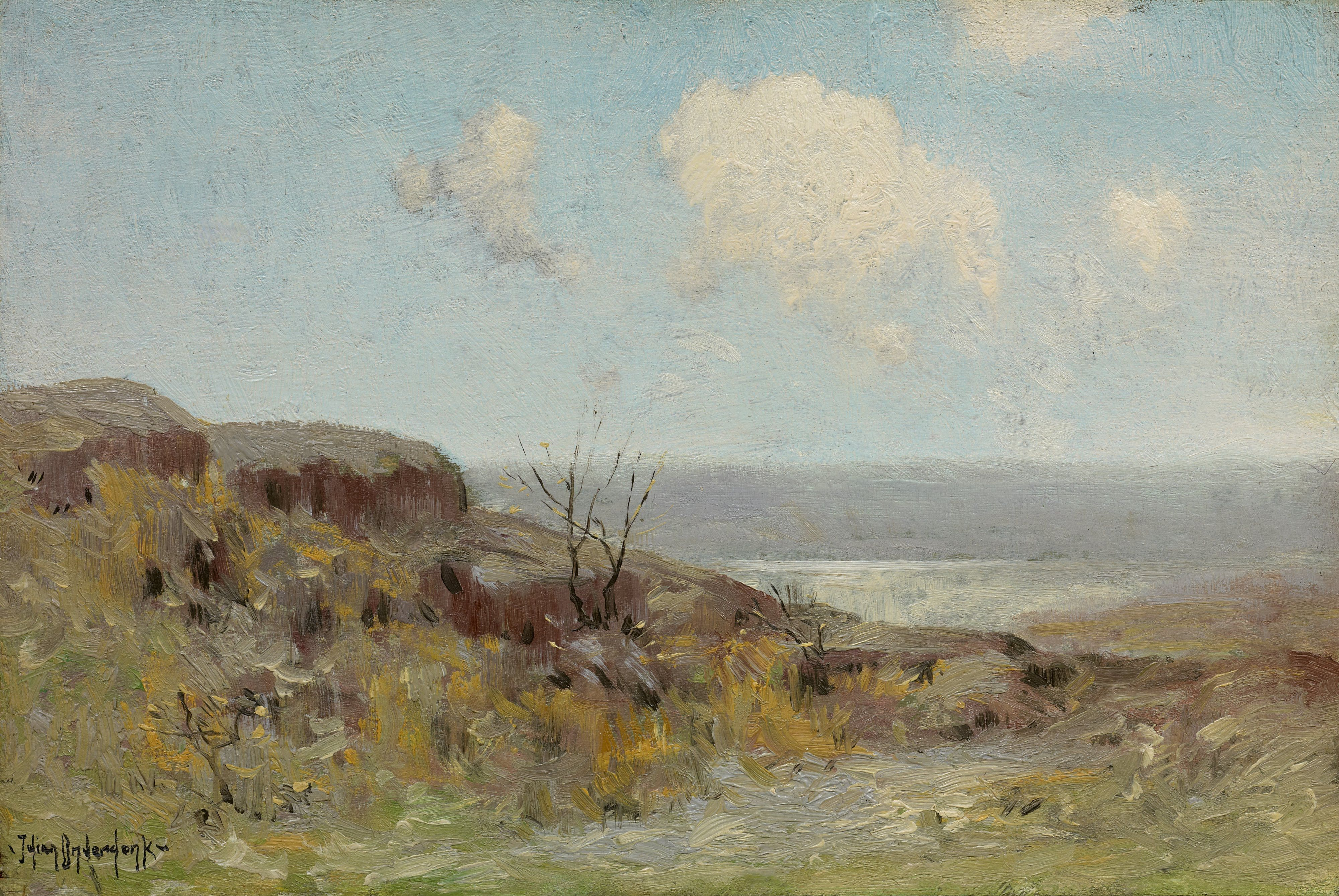
Rocky Hillside Quiet Pool, 1908, Musée des Beaux-Arts de Houston
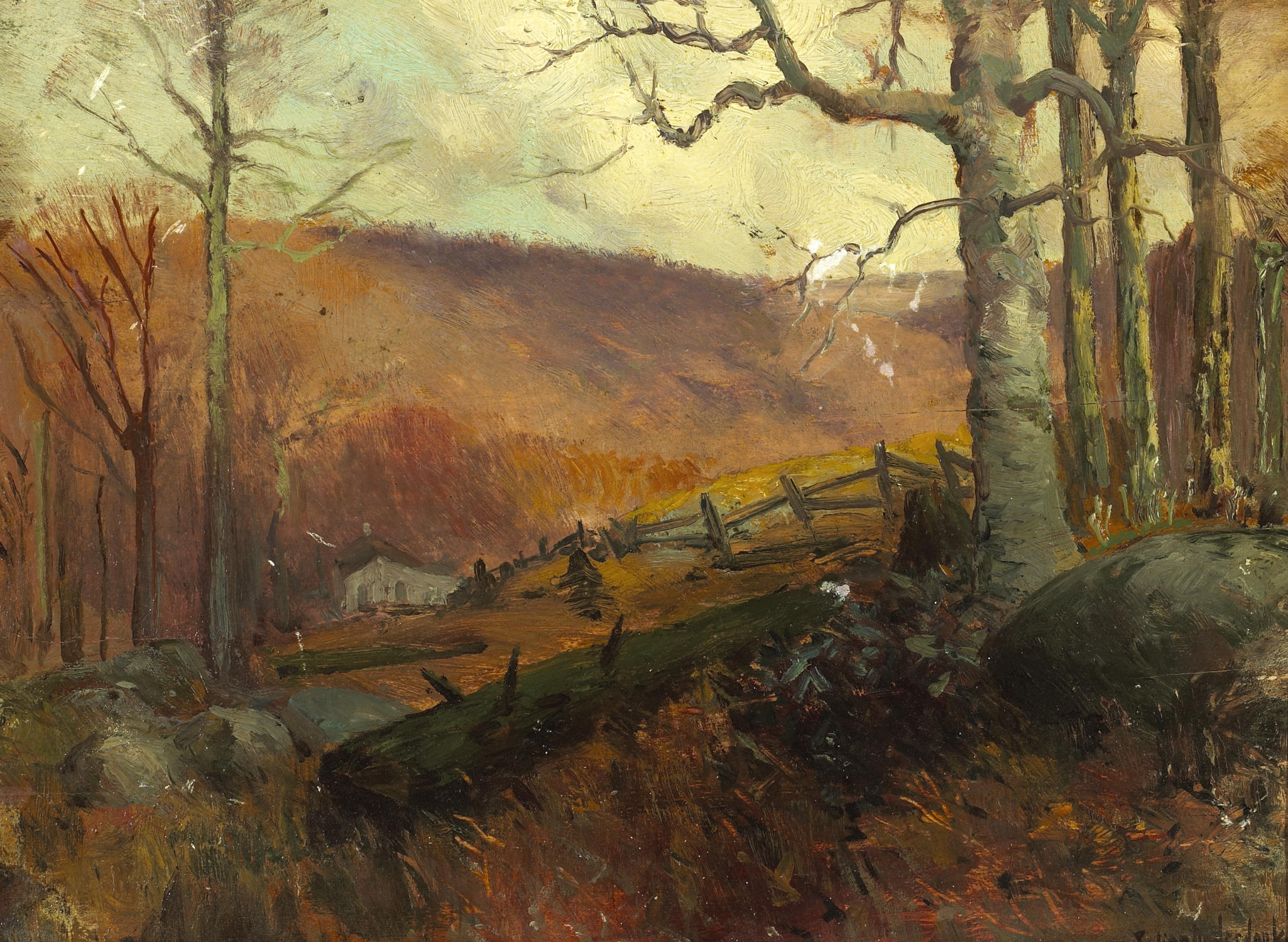
April Morning in the Catskill Mountains, 1909
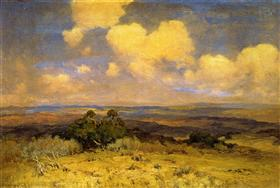
Sunlight and Shadow, 1910
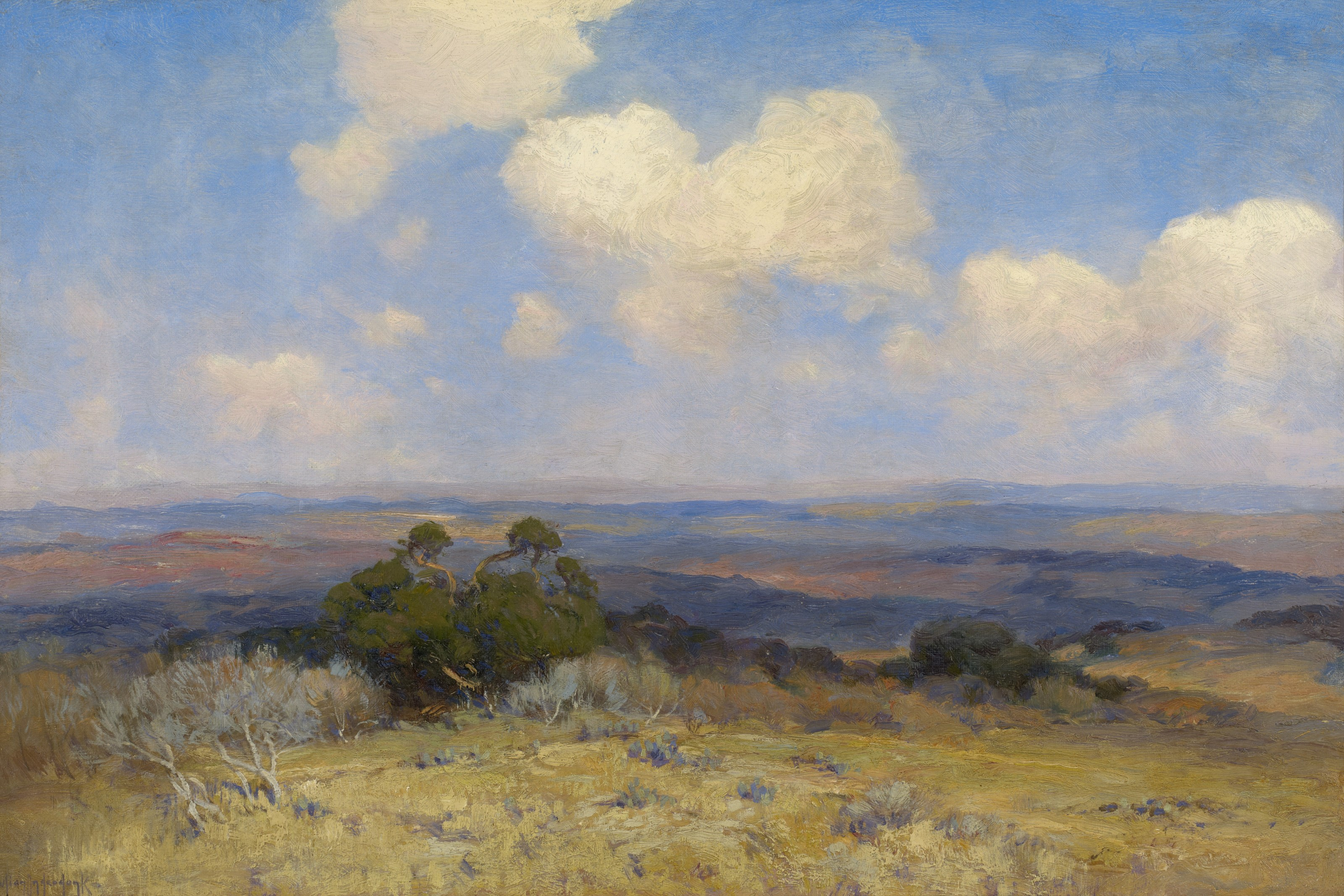
Sunlight and Shadow, 1910, Musée des Beaux-Arts de Houston
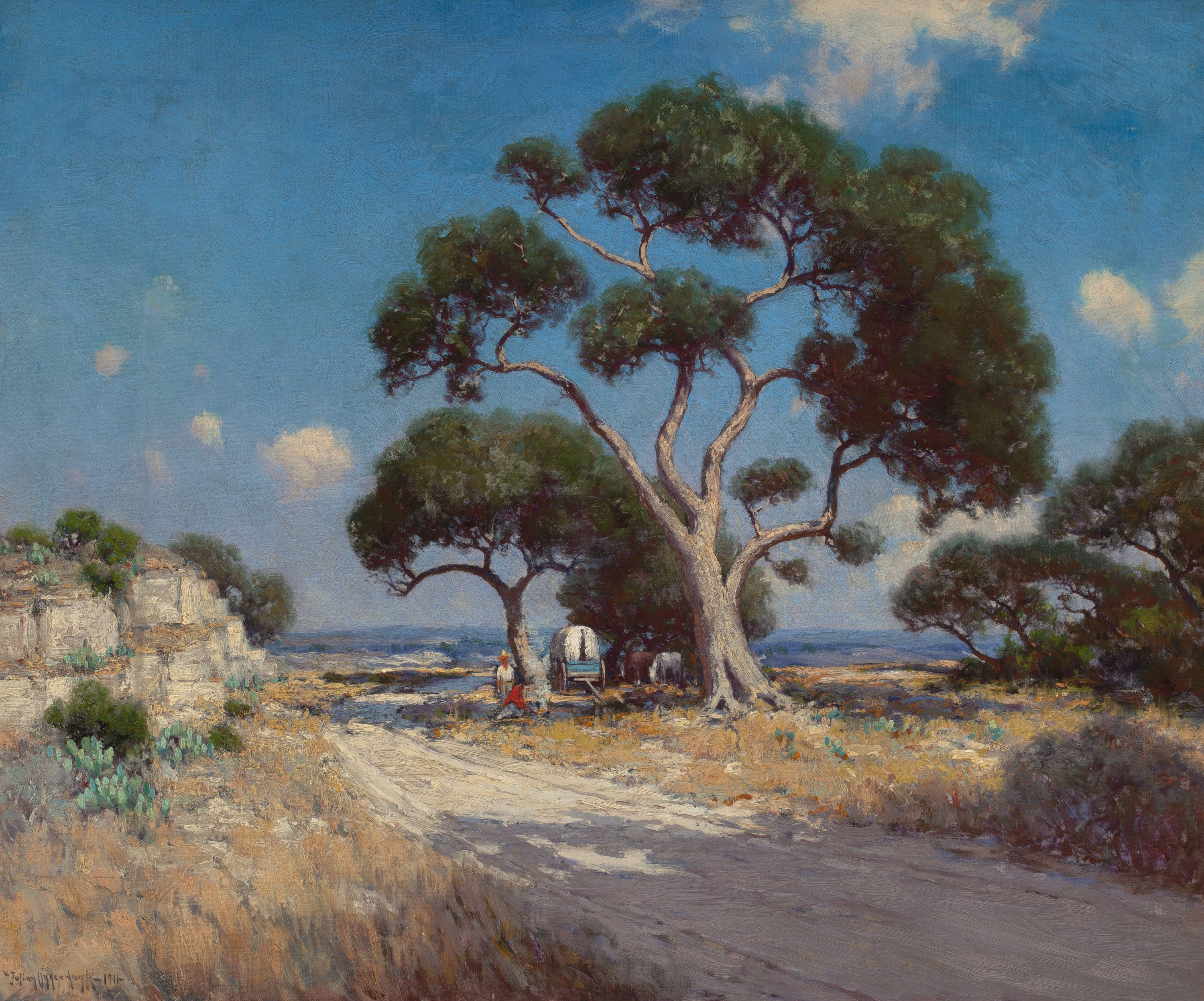
On the Old Blanco Road, Southwest Texas, 1911
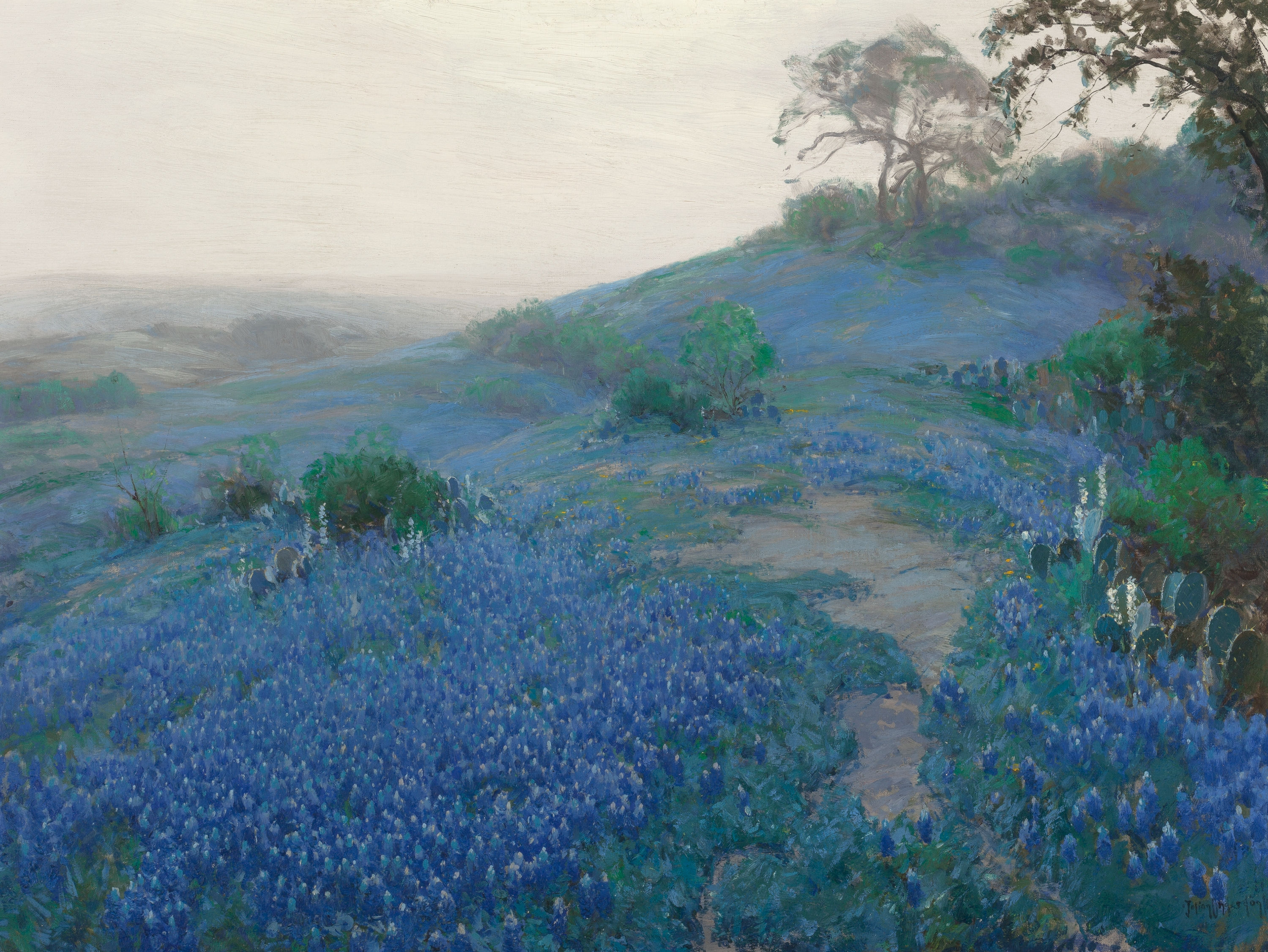
Blue Bonnet Field, Early Morning, San Antonio Texas, 1914
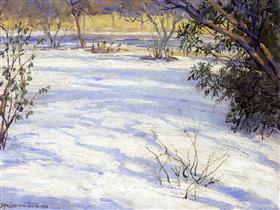
Snow Scene, 1916
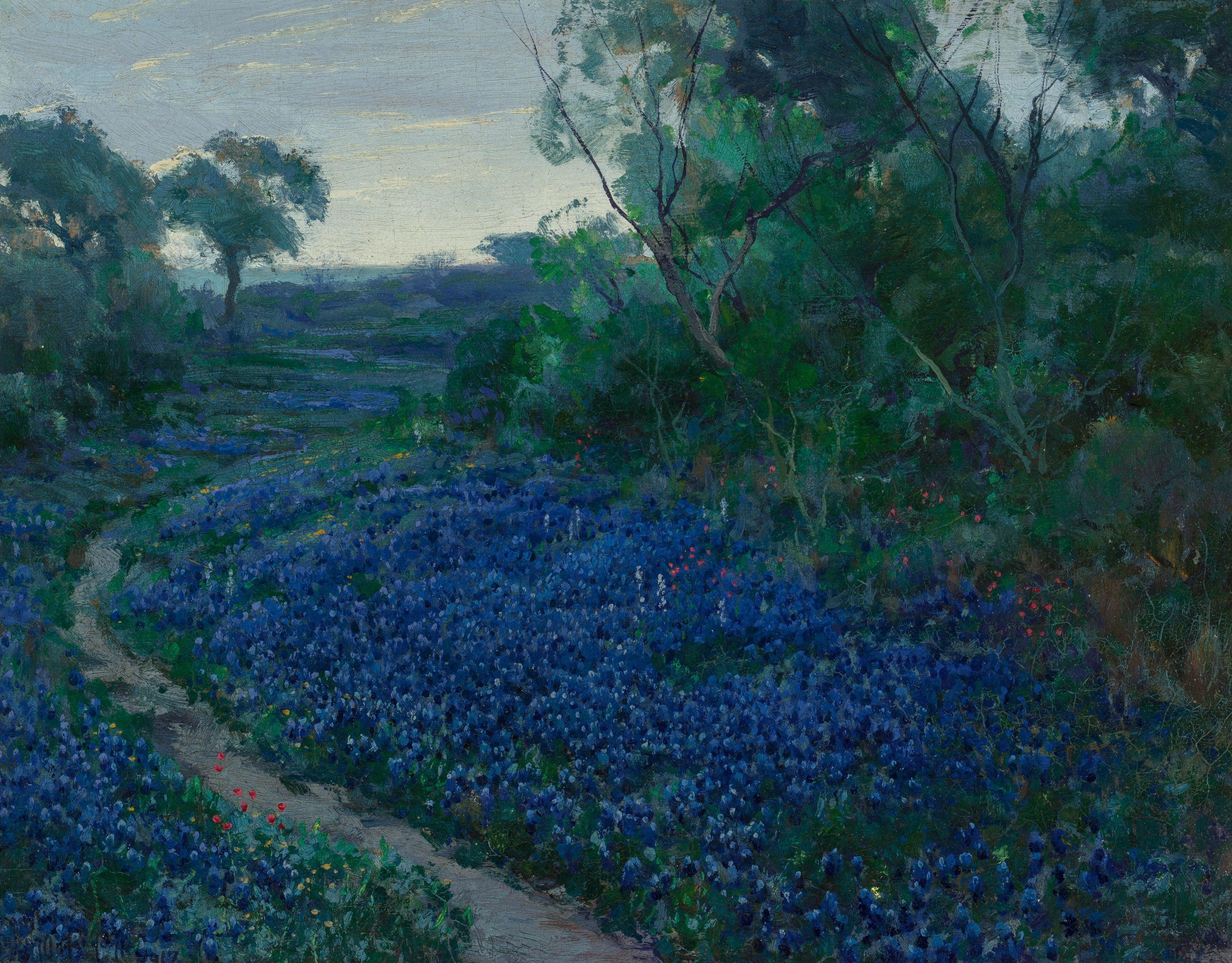
Bluebonnets in the Misy Morning, 1917
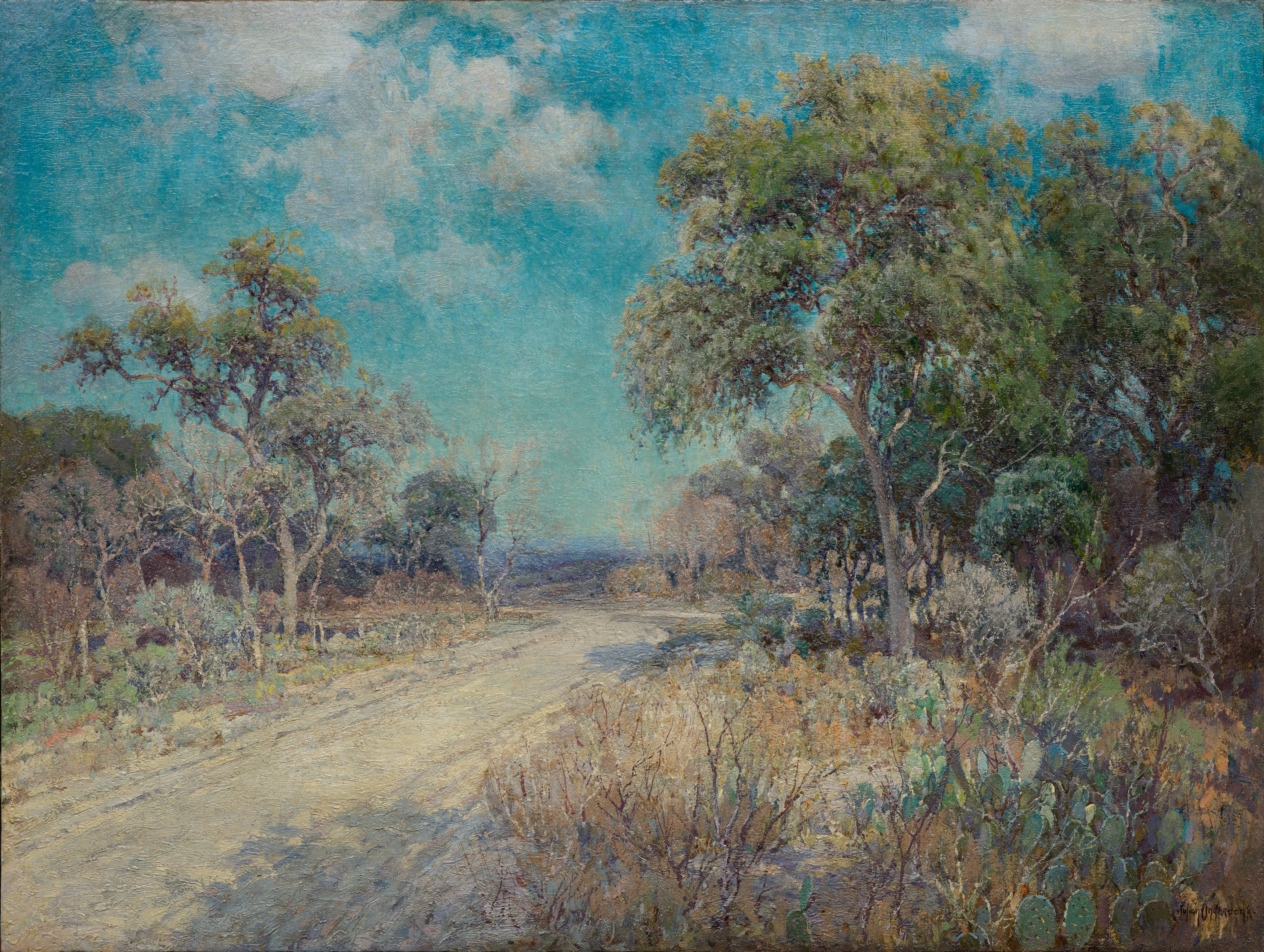
Road to the Hills, 1918, Musée d'Art de Dallas
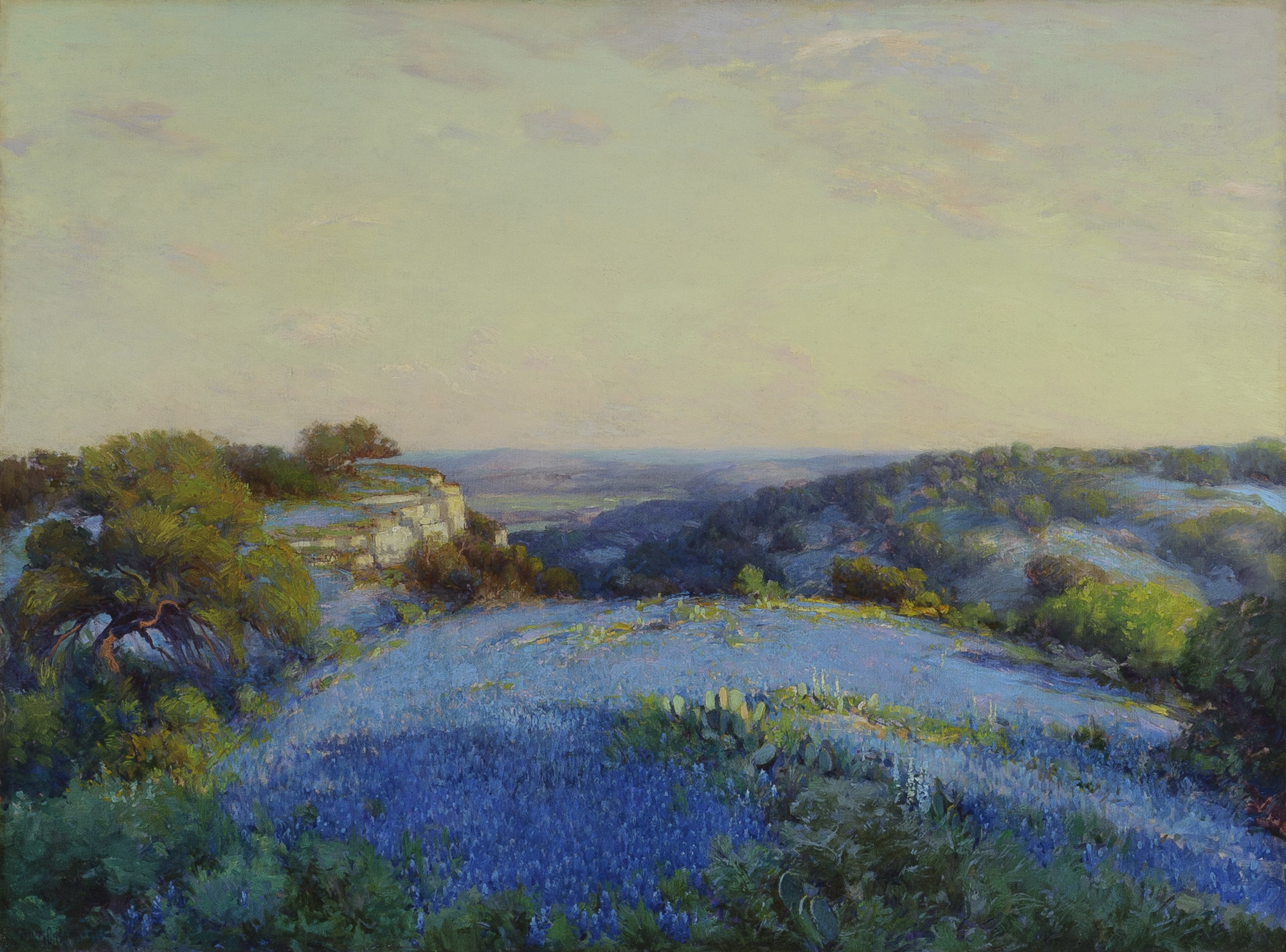
Near San Antonio, 1918, Musée d'Art de San Antonio
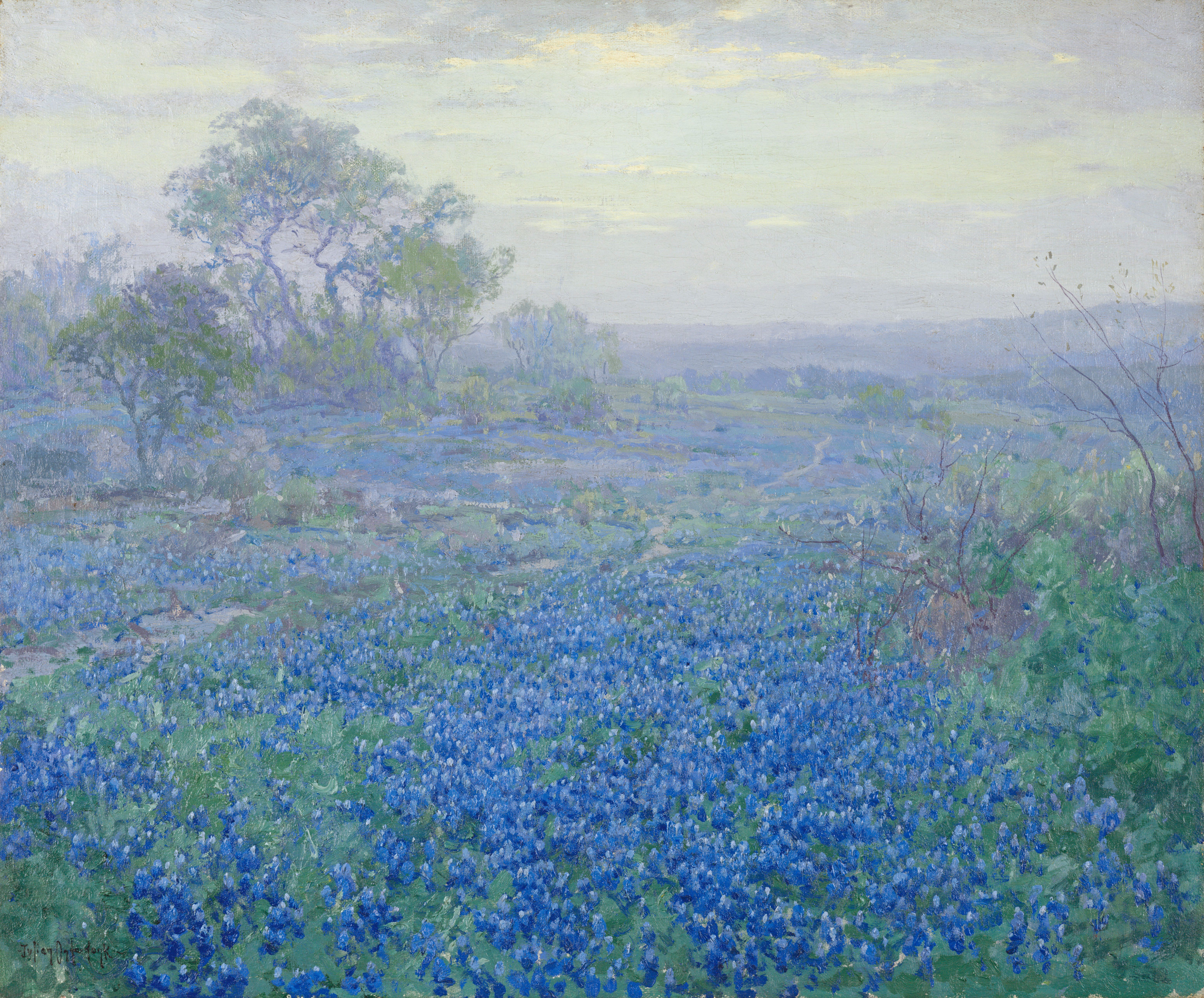
A Cloudy Day, Bluebonnets near San Antonio, Texas, 1918, Musée Amon Carter
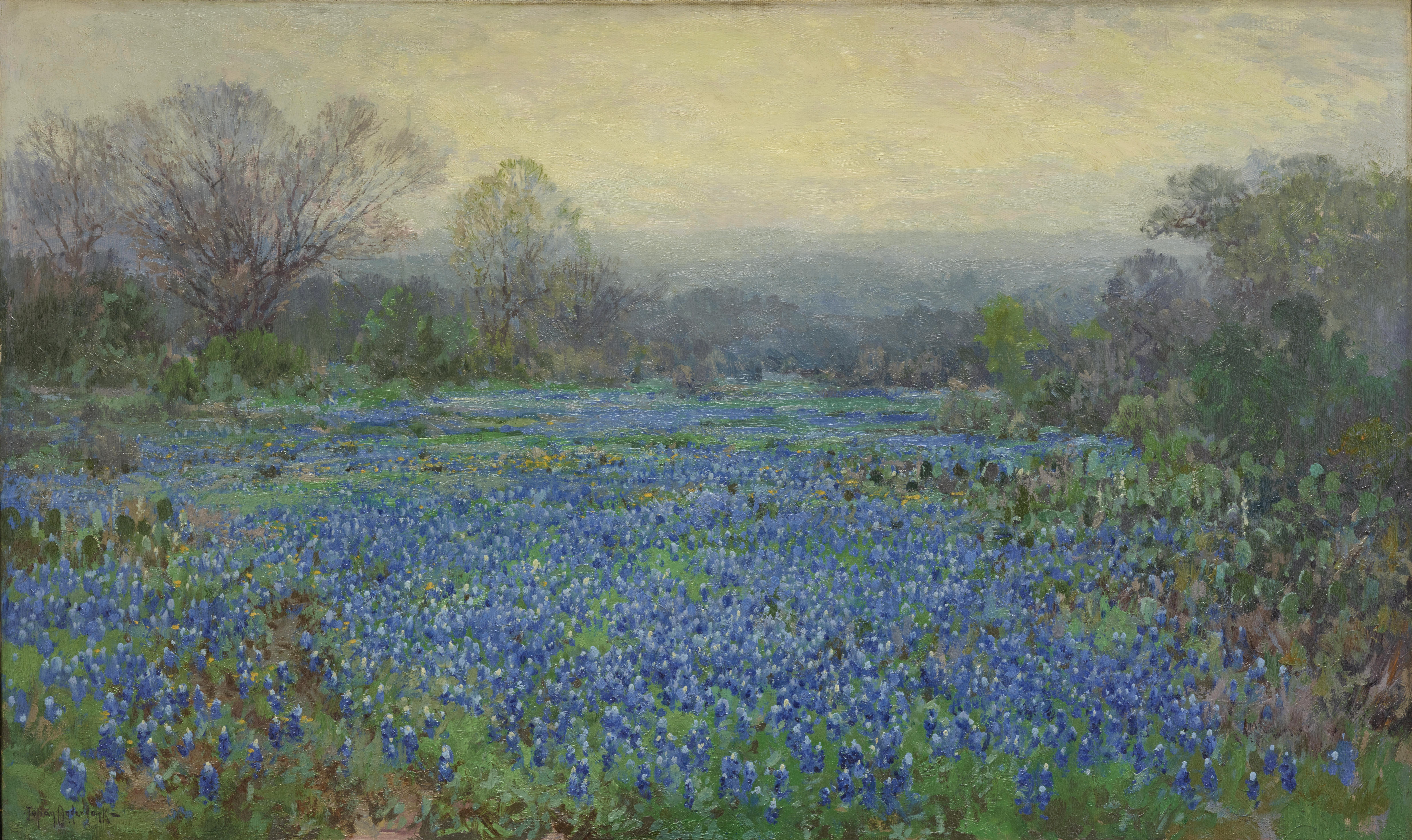
Field of Bluebonnets, 1918, Musée d'Art de Dallas
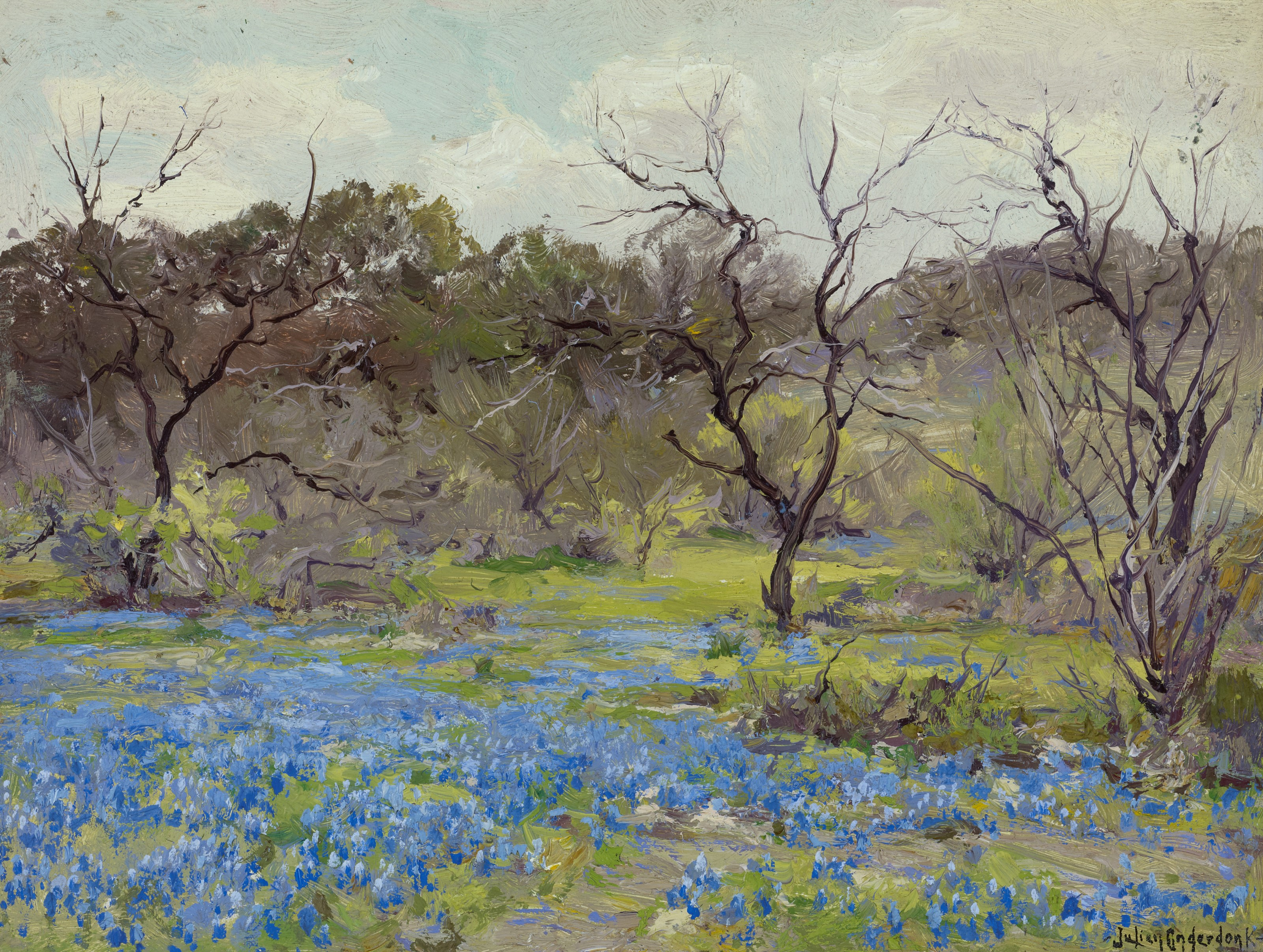
Early Spring—Bluebonnets and Mesquite, 1919, Musée des Beaux-Arts de Houston
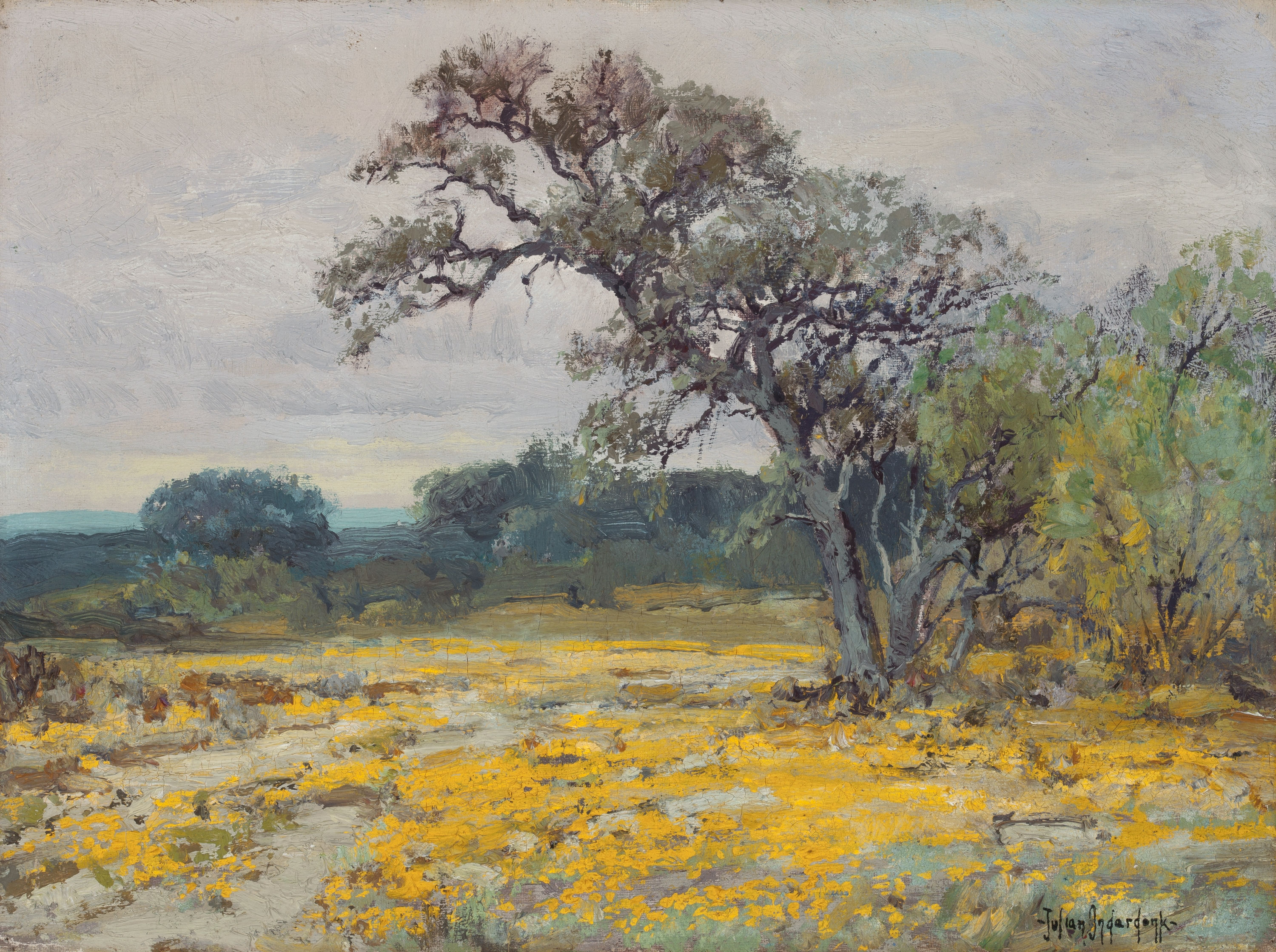
Coreopsis, Near San Antonio, Texas, 1919
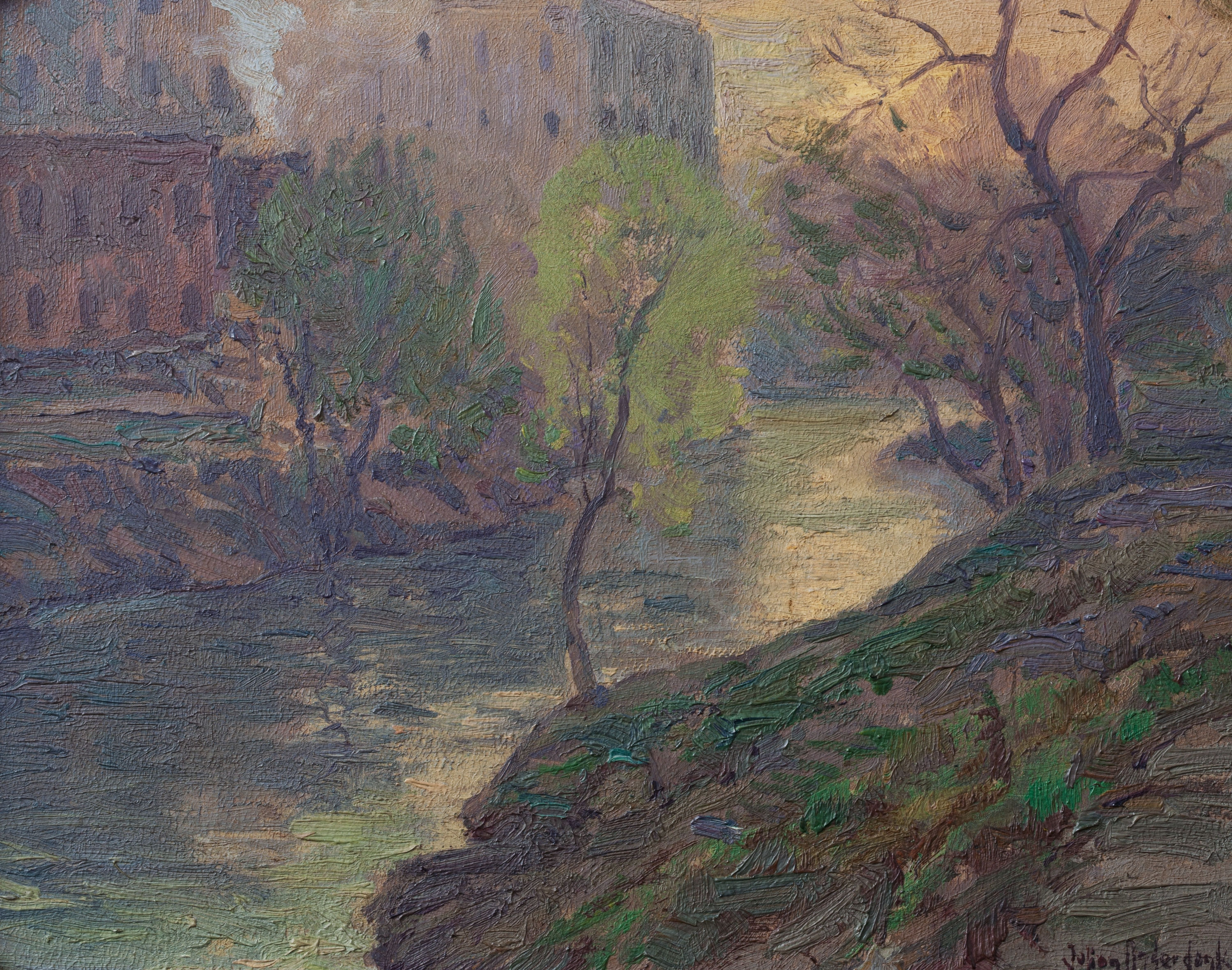
Early Morning on the San Antonio River at Mill Bridge, 1919
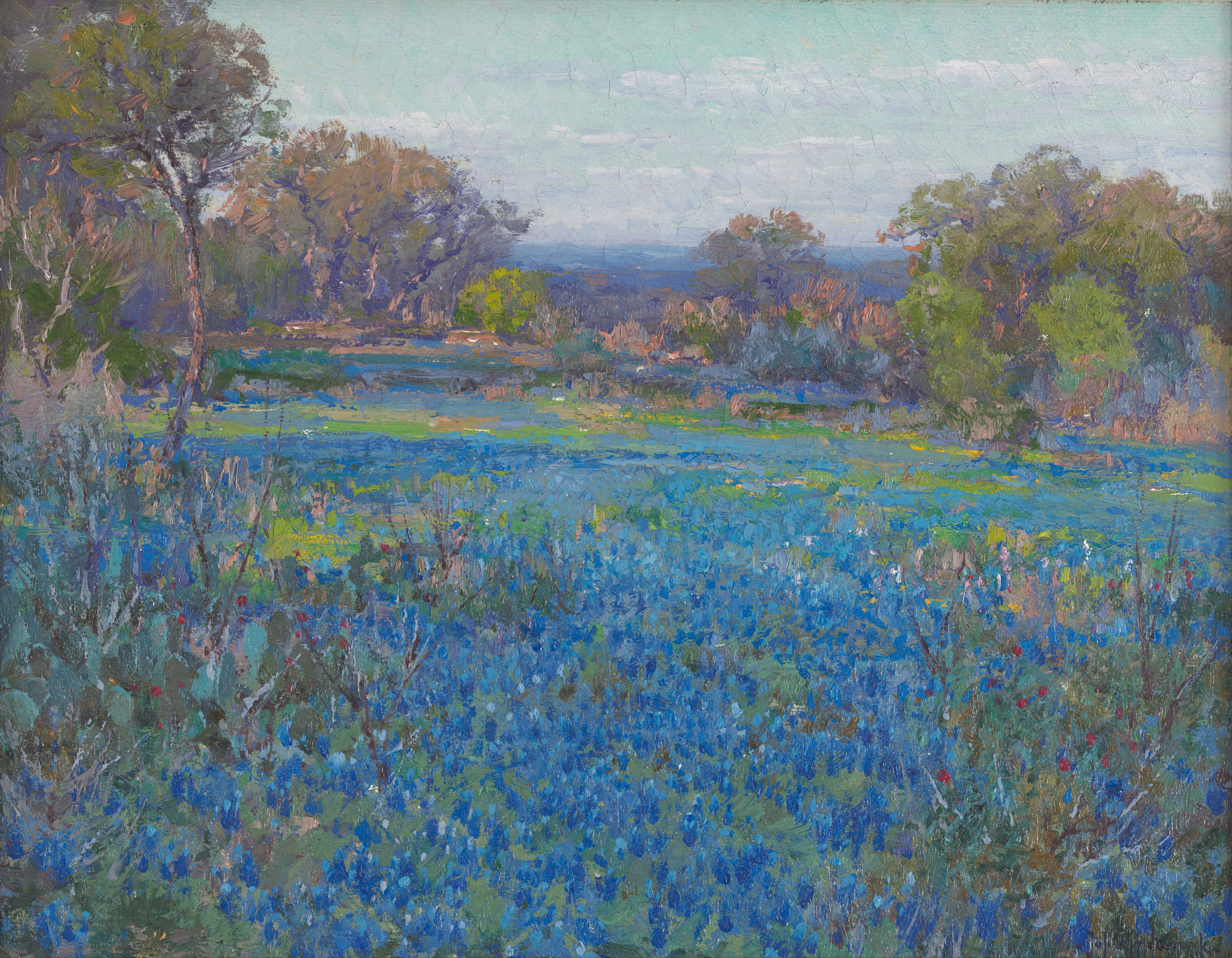
A field of Blue Bonnets, late afternoon sunlight, 1920, Panhandle–Plains Historical Museum (en)
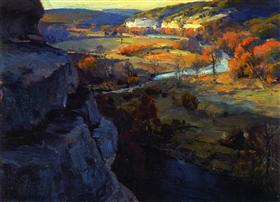
Bluffs on the Guadalupe River, 17 miles Above Kerryville, Texas, 1921
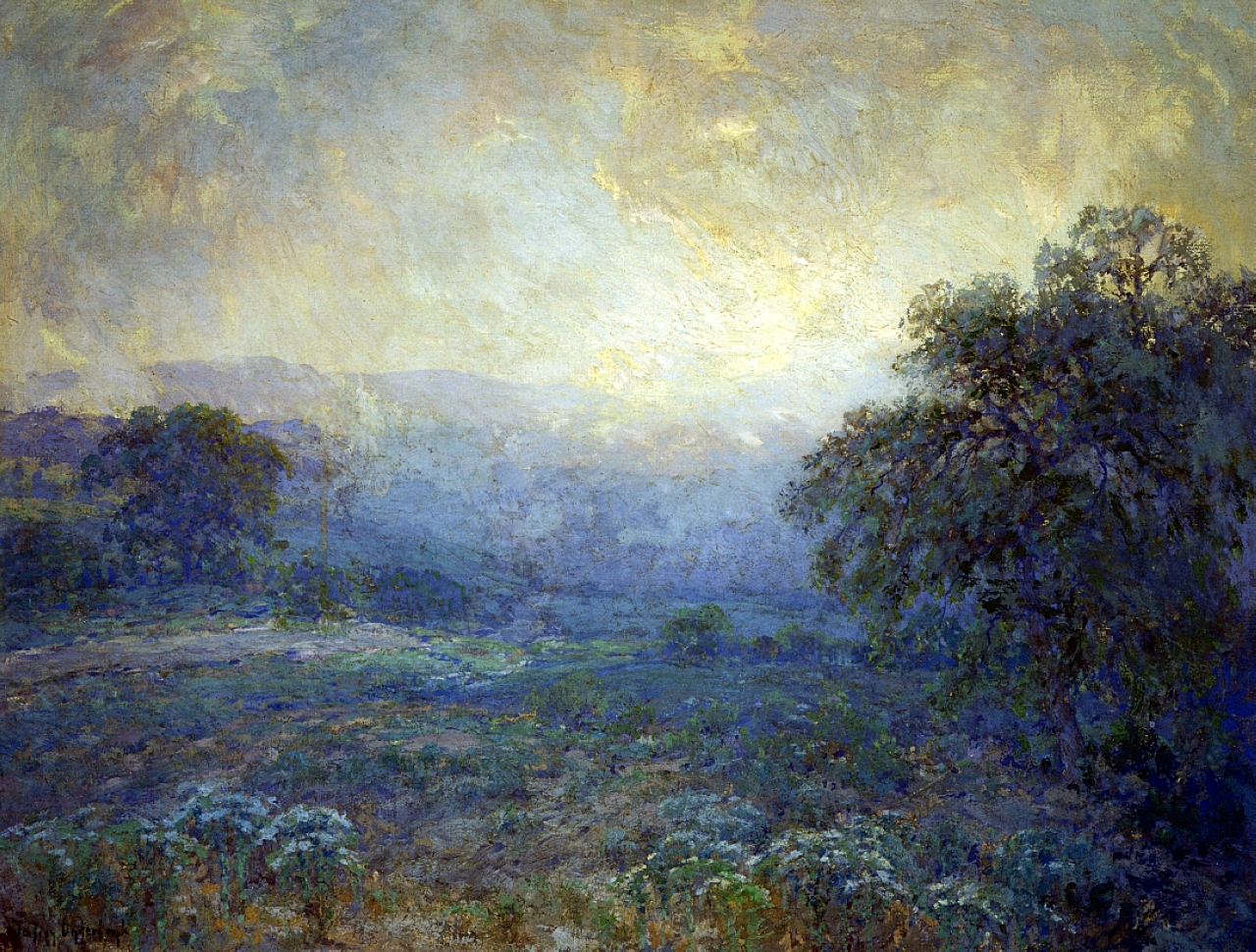
Dawn in the Hills, 1922
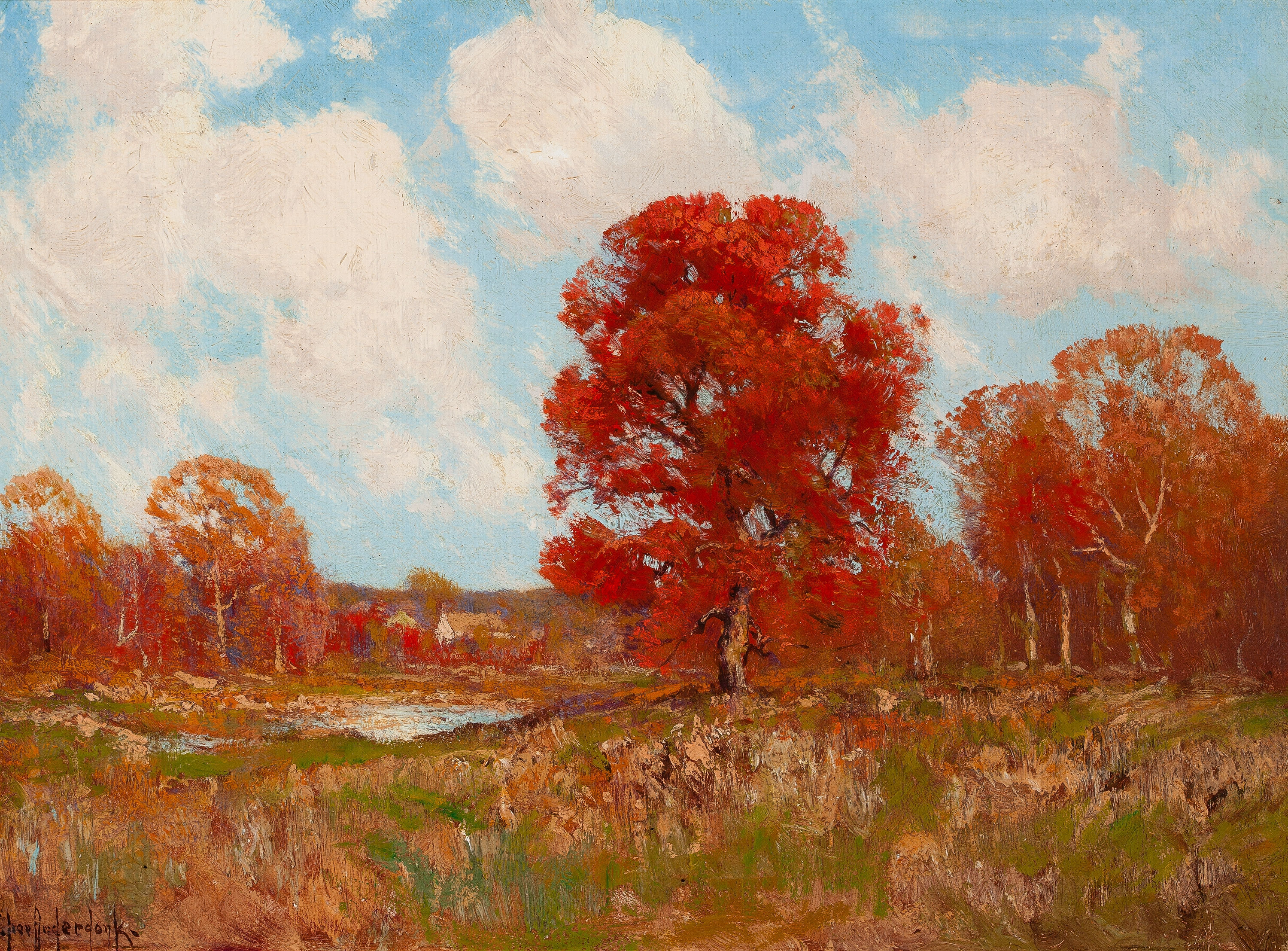
Fall Landscape, sans date
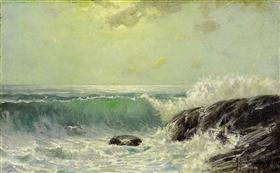
Crashing Surf, sans date